# Noypac
Noypac är en ort i Mexiko.   Den ligger i kommunen Tacotalpa och delstaten Tabasco, i den sydöstra delen av landet, 700 km öster om huvudstaden Mexico City. Noypac ligger 112 meter över havet och antalet invånare är 286.
Terrängen runt Noypac är huvudsakligen kuperad, men åt nordväst är den platt. Runt Noypac är det ganska tätbefolkat, med 93 invånare per kvadratkilometer. Närmaste större samhälle är Amatán, 10,0 km sydväst om Noypac. I omgivningarna runt Noypac växer i huvudsak städsegrön lövskog.